# پانی ماجومدار
پانی ماجومدار (انگلیسی: Phani Majumdar؛ ۲۸ دسامبر ۱۹۱۱ – ۱۶ مهٔ ۱۹۹۴) یک کارگردان فیلم، و فیلم‌نامه‌نویس اهل هند بود.

## گزیده فیلمشناسی
| سال  | فیلم                | کارگردان | فیلم‌نامه‌نویس | توضیحات                                                                                         |
| ---- | ------------------- | -------- | ------------ | ----------------------------------------------------------------------------------------------- |
| ۱۹۳۸ | خواننده خیابانی     | آری      |              | K.L. Saigal, هندی                                                                               |
| ۱۹۳۸ | ساتی                | آری      |              | K. L. Saigal, نسخه بنگالی خواننده خیابانی                                                       |
| ۱۹۴۳ | محبت                | آری      |              |                                                                                                 |
| ۱۹۴۸ | Hum Bhi Insaan Hain | آری      |              |                                                                                                 |
| ۱۹۵۲ | Goonj               | Yes      |              | Suraiya (Heroine), Suresh (Hero), تهیه‌کننده: HS Kwatra, داستان و ترانه: Madhok,MD Sardul Kwatra |
| ۱۹۵۴ | بادبان              | آری      | آری (داستان) |                                                                                                 |
| ۱۹۵۶ | Hang Tuah           | آری      |              | زبان مالایی                                                                                     |
| ۱۹۵۸ | دکتر                | آری      | آری (داستان) | زبان مالایی                                                                                     |
| ۱۹۶۱ | Bhaiyaa             | آری      | آری (داستان) | زبان ماگهی                                                                                      |
| ۱۹۶۲ | آرتی                | آری      |              | مینا کوماری، آشوک کومار                                                                         |
| ۱۹۶۵ | کانیادان            | آری      |              | زبان میتهیلی                                                                                    |
|      | آکاشدیپ             | آری      |              |                                                                                                 |
|      | کاجال               |          | آری          |                                                                                                 |
|      | Oonche Log          | آری      | آری          | جایزه ملی فیلم for Second Best Feature Film in Hindi فیروز خان's first hit                      |
| ۱۹۷۸ | Badalte Rishtey     |          | آری          |                                                                                                 |
| ۱۹۸۶ | Ek Chadar Maili Si  |          | آری          |                                                                                                 |

## جوایز
جایزه ملی فیلم
- ۱۹۶۱: All India Certificate of Merit for the Second Best Children's Film - Savitri[۵]
- ۱۹۶۵: دومین بهترین فیلم: Oonch Log[۲][۳]